# Béla II d'Ungheria
Béla II d'Ungheria detto il Cieco (in ungherese Vak Béla; in croato Bela Slijepi; in slovacco Belo Slepý) (1109 circa – Albareale, 13 febbraio 1141) fu re d'Ungheria dal 1131 al 1141.
Accecato insieme al padre ribelle Álmos su ordine di suo zio, il re Colomanno d'Ungheria, Béla crebbe nei monasteri durante il regno del figlio di Colomanno, Stefano II, e fu creduto morto per diverso tempo. Quando Stefano scoprì che in realtà Béla era vivo, non avendo avuto figli, organizzò il matrimonio di Béla con Elena di Rascia, la quale sarebbe diventata co-reggente di suo marito per tutto il suo regno.
Béla fu incoronato sovrano almeno due mesi dopo la morte di Stefano II, circostanza che implica che la sua ascesa al trono non avvenne senza opposizione. Due violente purghe furono effettuate tra i sostenitori dei suoi predecessori per rafforzare il governo di Béla. Il presunto figlio di re Colomanno, tale Boris, tentò di detronizzare Béla, ma il re e i suoi alleati sconfissero le truppe del pretendente nel 1132. Nella seconda metà del regno di Béla, l'Ungheria si dimostrò particolarmente attiva in tema di politica estera. Pare che la Bosnia e Spalato accettarono la sovranità di Béla intorno al 1136. Alla sua morte, avvenuta nel 1141 dopo un decennio di regno e accelerata verosimilmente dal consumo eccessivo di alcol, gli succedette Géza II, uno dei suoi figli.

## Biografia

### Primi anni
Béla era l'unico figlio del duca Álmos, il fratello minore del re Colomanno d'Ungheria, e di sua moglie Predslava di Kiev. Gli storici Gyula Kristó e Ferenc Makk ipotizzano che Béla nacque tra il 1108 e il 1110. Álmos escogitò diversi complotti per detronizzare suo fratello nel corso della sua vita, forte di una promessa di salita al trono che gli avrebbe fatto il predecessore Ladislao. Per punizione, il re privò Álmos della gestione del ducato, grande circa un terzo del regno, tra il 1105 e il 1108. Álmos non rinunciò alle sue ambizioni e re Colomanno, esausto per via di questi tentativi, accecò sia suo fratello sia il piccolo Béla tra il 1112 e il 1115 per garantire una successione pacifica per suo figlio, Stefano. Secondo una delle due versioni di questi eventi riferiti nella Chronica Picta, il re ordinò addirittura che Béla dovesse essere castrato, ma il soldato incaricato di eseguire questo compito rifiutò di adempiere all'ordine.
(Chronica Picta)

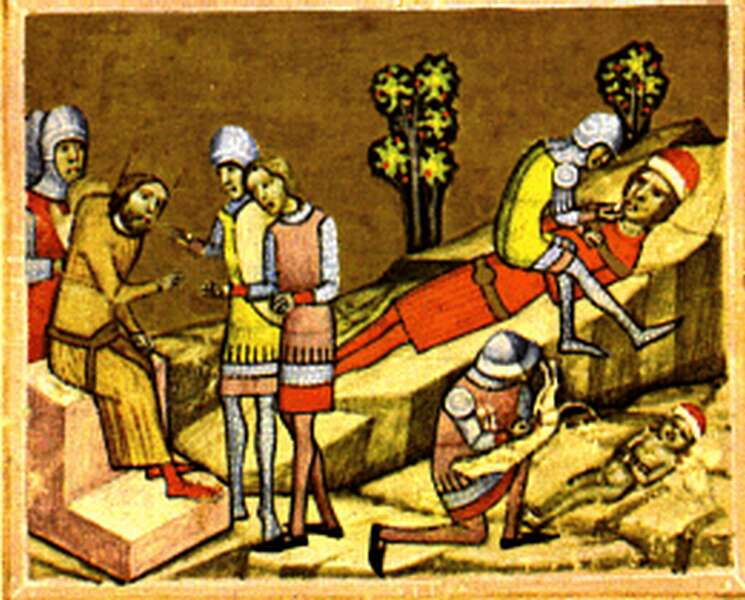
Béla da bambino e suo padre, Álmos vengono accecati su ordine di re Colomanno. Miniatura tratta dalla Chronica Picta

Dopo il loro accecamento, Álmos visse nel monastero di Dömös, fondato da lui stesso tempo prima. Kristó e Makk riferiscono che è probabile che Béla visse con suo padre proprio in quella struttura religiosa. Gli Annales Posonienses, scritti in Ungheria nel Basso Medioevo, riferiscono che «il bambino crebbe durante il regno del figlio di re Colomanno, Stefano», che salì al trono nel 1116. Dopo aver ordito l'ennesimo complotto fallito contro il re, Álmos abbandonò il monastero e fuggì a Costantinopoli intorno al 1125. Per ragioni sconosciute agli storici, Béla non seguì suo padre nel territorio dell'impero bizantino. La Chronica Picta narra che fu tenuto «nascosto in Ungheria dalla furia» del sovrano magiaro. Béla venne cresciuto e allevato nell'Abbazia di Pécsvárad, con l'abate che gli fornì rifugio in gran segreto.
Álmos morì in esilio il 1º settembre 1127; secondo la Chronica Picta, i sostenitori di Béla «rivelarono al re, il quale credeva che fosse morto dopo il suo accecamento, che Béla era vivo». Avendo appreso intorno al 1029 questa notizia, il re Stefano II «si lasciò andare a una grande gioia, perché sapeva che difficilmente avrebbe avuto degli eredi». Il re organizzò persino il matrimonio di Béla con Elena di Serbia e concesse Tolna alla coppia intorno al 1129.
Il re Stefano II si spense all'inizio del 1131. Una fonte tarda realizzata in ambiente ottomano e nota come Ta rih-i Üngürüs o La Storia degli Ungheresi narra che Béla salì al trono solo dopo che il nipote del suo predecessore Saul, nominato da Stefano II come suo erede, morì. È probabile che questo resoconto possa vantare una certa affidabilità, considerando che Béla II fu incoronato nella capitale Albareale il 28 aprile, ovvero a mesi di distanza dalla dipartita di Stefano. Ad ogni modo, gli storici non hanno una visione univoca sulle modalità con cui avvenne l'ascesa al potere di Béla. Secondo Gyula Kristó, il giovane fu incoronato dall'arcivescovo Feliciano di Strigonio dopo una guerra civile scoppiata tra lui e i sostenitori di Saul, ma dal canto suo lo studioso Pál Engel non menziona alcun conflitto relativo alla successione di Béla.

### Regno

#### Consolidamento (1131-1132)

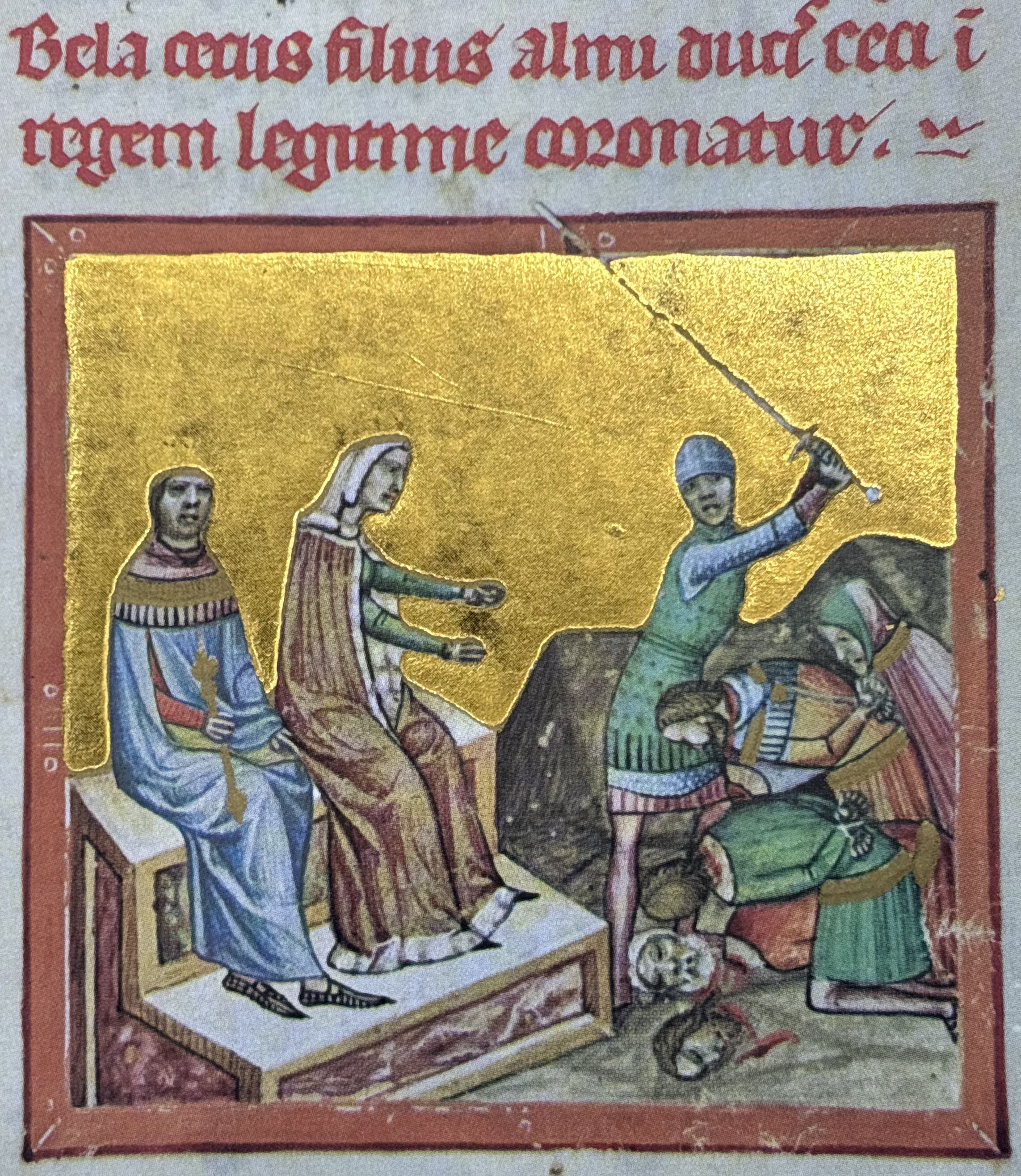
Il massacro degli oppositori di Béla II avvenuto per ordine della regina Elena all'assemblea di Arad nel 1131

La cecità di Béla gli impedì di amministrare il suo regno senza l'ausilio di un'altra figura. Per questa ragione, egli ripose grande fiducia in sua moglie Elena e nel fratello di quest'ultima, Beloš. Sia gli statuti reali che quelli privati del regno di Béla sottolineano il ruolo preminente assunto dalla regina Elena nei processi decisionali, circostanza che dimostra come il monarca stesso considerasse la sua consorte alla stregua di una co-reggente. Secondo la Chronica Picta, durante «un'assemblea del regno tenutasi vicino ad Arad» all'inizio della metà del 1131, la regina Elena ordinò il massacro di tutti i nobili accusati di aver suggerito l'accecamento del marito a re Colomanno, oltre che di chi si dimostrò contrario alla sua ascesa. Béla distribuì i beni degli aristocratici giustiziati nel corso donandoli alla collegiata di Arad e a quella di Óbuda nate all'inizio dell'XI secolo.
Nel campo della politica estera, Béla preservò buoni rapporti con il Sacro Romano Impero, mettendo a repentaglio gli interessi di Boleslao III di Polonia, che era invece in guerra con i tedeschi. Alla ricerca di un nuovo sostenitore, il monarca polacco decise di prendere le parti di un pretendente alla corona ungherese di nome Boris. Quest'ultimo nacque dalla seconda moglie di re Colomanno, Eufemia di Kiev, dopo che sua madre fu ripudiata dal marito per adulterio e allontanata nella Rus'. Dopo l'arrivo di Boris in Polonia, alcuni nobili magiari decisero di unirsi alla sua causa perché ostili alla corona. Stando alla Chronica Picta, altri inviarono dei messaggeri a Boris «per invitarlo ad accorrere [in Ungheria] e, con il loro sostegno, rivendicare il regno per sé».
Assistito da rinforzi polacchi e da truppe giunte dalla Rus', Boris irruppe in Ungheria intorno alla metà del 1132. A scopo difensivo, Béla aveva stretto nel frattempo un'alleanza con Leopoldo III di Babenberg, margravio d'Austria. Prima di scagliare un contrattacco ai danni del rivale, Béla convocò un consiglio militare sul fiume Sajó, situato tra Ungheria e Slovacchia. La Chronica Picta racconta che il re chiese agli «eminenti uomini dell'Ungheria» presenti se fossero a conoscenza del fatto che Boris «fosse un bastardo o un figlio legittimo di re Colomanno». In quell'occasione, i collaboratori del re attaccarono e uccisero tutti coloro che si rivelarono «sleali e incerti nelle risposte». Boris, il quale confidava nel fatto che la maggioranza dei signori magiari appoggiasse la sua pretesa, mandò invano uno dei suoi sostenitori all'accampamento di Béla per incitarli a scatenare un ammutinamento.
(Chronica Picta)
Béla provò a persuadere il monarca polacco ad abbandonare l'appoggio riservato al pretendente ungherese; tuttavia, Boleslao non cambiò la sua presa di posizione. Nella battaglia decisiva che ne seguì, combattuta sul fiume Sajó il 22 luglio 1132, le truppe ungheresi e austriache surclassarono Boris e i suoi alleati.

#### Espansione (1132-1139)
Considerata la grave battuta d'arresto riportata sul Sajó, Boleslao III di Polonia non fu più nella condizione di poter assistere Boris, la cui posizione si era decisamente indebolita. Gli alleati di Béla, innanzitutto Sobeslao I di Boemia e Vladimirko di Galizia, invasero la Polonia praticamente ogni anno tra il 1132 e il 1135. Sobeslao si recò con regolarità alla corte di Béla, ovvero nel 1133, 1134, 1137 e nel 1139. Il monarca ceco si trovò in una posizione di forza tale da chiedere a Lotario II di Supplimburgo, imperatore del Sacro Romano Impero, di costringere Boleslao III ad abbandonare Boris e a riconoscere la legittimità del governo di Béla in Ungheria nell'agosto 1135.

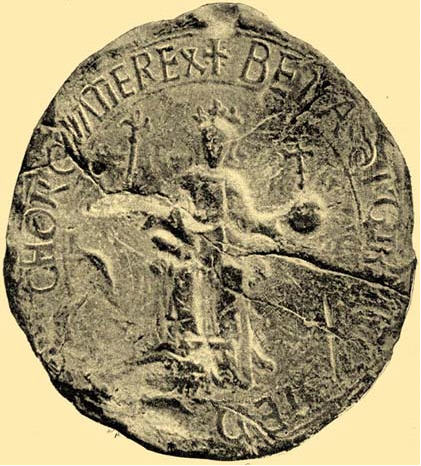
Sigillo di Béla II

Il regno magiaro adottò una politica espansionistica dopo i tentativi di Boris di detronizzare Béla. Il cronista Tommaso Arcidiacono racconta che Gaudio, l'arcivescovo di Spalato nel 1136, «godeva di grande credito presso i re d'Ungheria» e «visitava spesso la loro corte». Tale passaggio fa intuire che Spalato avesse accettato la sovranità di Béla II intorno al 1136, ma quest'interpretazione delle fonti non è universalmente accettata dagli storici. Le circostanze esatte relative alla conquista della Bosnia sono sconosciute, ma pare che la regione accettò la sovranità di Béla senza offrire alcuna resistenza entro il 1137. Lo storico John V.A. Fine afferma che le regioni nord-orientali della provincia rientravano verosimilmente nella dote della regina Elena. L'esercito ungherese fece la sua comparsa nella valle del fiume Rama, un affluente del Narenta, intorno al 1137. Sebbene Béla avesse assunto il titolo di re di Rama per celebrare la nuova conquista, l'occupazione permanente della regione non è supportata da prove incontrovertibili.
Le truppe ungheresi parteciparono a una campagna lanciata dal Gran principe Jaropolk II di Kiev contro Vsevolod II di Kiev nel 1139. In tale contesto, Béla decise di rafforzare la sua alleanza con il Sacro Romano Impero. A tale scopo, fornì sostegni economici ai viaggi missionari di Ottone di Bamberga tra i Pomerani di fede pagana e organizzò il fidanzamento di sua figlia Sofia con Enrico Berengario, figlio del nuovo sovrano tedesco Corrado III nel giugno 1139.

#### Ultimi anni (1139-1141)

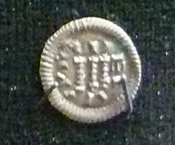
Moneta emessa sotto Béla

Secondo le cronache ungheresi, negli ultimi anni della sua vita Béla si lasciò completamente andare ai piaceri dell'alcol. I suoi cortigiani approfittarono del suo stato di ubriachezza per ricevere delle concessioni per loro vantaggiose. Si narra che, quando era particolarmente alterato dal vino, ordinava delle volte l'esecuzione di uomini innocenti. Béla morì il 13 febbraio 1141, in occasione delle «Idi di febbraio, un giovedì». Le sue spoglie furono sepolte nella cattedrale della capitale Albareale.
(Chronica Picta)

## Ascendenza
|                       |                    |                      | Genitori                |  |  | Nonni |  |  | Bisnonni          |  |  | Trisnonni |  |
|                       |                    |                      |                         |  |  |       |  |  | Béla I d'Ungheria |  |  | Vazul     |  |
|                       |                    |                      |                         |  |  |       |  |  | Béla I d'Ungheria |  |  | Vazul     |  |
|                       |                    | …                    |                         |  |  |       |  |  | Béla I d'Ungheria |  |  |           |  |
| Géza I d'Ungheria     |                    |                      |                         |  |  |       |  |  | Béla I d'Ungheria |  |  |           |  |
|                       |                    | Richeza di Polonia   | Miecislao II di Polonia |  |  |       |  |  |                   |  |  |           |  |
|                       |                    | Richeza di Polonia   | Miecislao II di Polonia |  |  |       |  |  |                   |  |  |           |  |
|                       |                    | Richeza di Polonia   | Richeza di Lotaringia   |  |  |       |  |  |                   |  |  |           |  |
| Álmos d'Ungheria      |                    | Richeza di Polonia   |                         |  |  |       |  |  |                   |  |  |           |  |
|                       |                    | Emmo di Loon         | Giselberto di Loon?     |  |  |       |  |  |                   |  |  |           |  |
|                       |                    | Emmo di Loon         | Giselberto di Loon?     |  |  |       |  |  |                   |  |  |           |  |
|                       |                    | Emmo di Loon         | …                       |  |  |       |  |  |                   |  |  |           |  |
| Sofia di Loon         |                    | Emmo di Loon         |                         |  |  |       |  |  |                   |  |  |           |  |
|                       |                    | Suanilde d'Olanda    | Teodorico III d'Olanda  |  |  |       |  |  |                   |  |  |           |  |
|                       |                    | Suanilde d'Olanda    | Teodorico III d'Olanda  |  |  |       |  |  |                   |  |  |           |  |
|                       |                    | Suanilde d'Olanda    | Otelinda di Sassonia    |  |  |       |  |  |                   |  |  |           |  |
| Béla II d'Ungheria    |                    | Suanilde d'Olanda    |                         |  |  |       |  |  |                   |  |  |           |  |
|                       | Izjaslav I di Kiev | Jaroslav I di Kiev   |                         |  |  |       |  |  |                   |  |  |           |  |
|                       | Izjaslav I di Kiev | Jaroslav I di Kiev   |                         |  |  |       |  |  |                   |  |  |           |  |
|                       | Izjaslav I di Kiev | Ingegerd Olofsdotter |                         |  |  |       |  |  |                   |  |  |           |  |
| Svjatopolk II di Kiev | Izjaslav I di Kiev |                      |                         |  |  |       |  |  |                   |  |  |           |  |
|                       |                    | Gertrude di Polonia  | Miecislao II di Polonia |  |  |       |  |  |                   |  |  |           |  |
|                       |                    | Gertrude di Polonia  | Miecislao II di Polonia |  |  |       |  |  |                   |  |  |           |  |
|                       |                    | Gertrude di Polonia  | Richeza di Lotaringia   |  |  |       |  |  |                   |  |  |           |  |
| Predslava di Kiev     |                    | Gertrude di Polonia  |                         |  |  |       |  |  |                   |  |  |           |  |
|                       |                    | …                    |                         |  |  |       |  |  |                   |  |  |           |  |
|                       |                    |                      |                         |  |  |       |  |  |                   |  |  |           |  |
|                       |                    | …                    |                         |  |  |       |  |  |                   |  |  |           |  |
| ?                     |                    |                      |                         |  |  |       |  |  |                   |  |  |           |  |
|                       |                    | …                    | …                       |  |  |       |  |  |                   |  |  |           |  |
|                       |                    | …                    | …                       |  |  |       |  |  |                   |  |  |           |  |
|                       |                    | …                    | …                       |  |  |       |  |  |                   |  |  |           |  |
|                       |                    | …                    |                         |  |  |       |  |  |                   |  |  |           |  |

## Discendenza
Béla sposò Elena di Serbia su iniziativa di suo cugino, il re Stefano II all'inizio del 1129. Elena era una delle figlie di Uroš I di Rascia e di sua moglie Anna, la cui origine è incerta. La regina Elena diede alla luce almeno sei figli; il primo di questi, il futuro re Géza II, nacque nel 1130. Tre fratelli, nello specifico Ladislao, Stefano e Álmos, nacquero all'inizio degli anni 1130. La figlia più giovane di Béla II, Elisabetta, nata intorno al 1128, sposò Miecislao III di Polonia. Sofia, la seconda figlia femmina della coppia reale, nacque intorno al 1135-1136; morì dopo essersi fatta suora nell'Abbazia di Admont dopo che il suo fidanzamento con Enrico Berengario di Germania non si cristallizzò.
Il seguente albero genealogico presenta gli antenati di Béla e alcuni dei suoi parenti menzionati nell'articolo.
|       |       |       |       |                     |                     |                     |                     | Sofia*              | Sofia*              | Sofia*        | Sofia*     | Sofia*     | Sofia*     |           |           | Géza I          | Géza I          | Géza I          | Géza I          | Géza I          | Géza I          |                 |                 | Synadene*       | Synadene*       | Synadene*  | Synadene*  | Synadene*  | Synadene*  |            |            |  |  |       |       |       |       |               |               |               |               |                   |                   |                   |                   |                   |                   |                 |                 |                 |                 |            |            |            |            |  |  |                          |                          |                          |                          |                          |                          |  |  |
|       |       |       |       |                     |                     |                     |                     | Sofia*              | Sofia*              | Sofia*        | Sofia*     | Sofia*     | Sofia*     |           |           | Géza I          | Géza I          | Géza I          | Géza I          | Géza I          | Géza I          |                 |                 | Synadene*       | Synadene*       | Synadene*  | Synadene*  | Synadene*  | Synadene*  |            |            |  |  |       |       |       |       |               |               |               |               |                   |                   |                   |                   |                   |                   |                 |                 |                 |                 |            |            |            |            |  |  |                          |                          |                          |                          |                          |                          |  |  |
|       |       |       |       |                     |                     |                     |                     |                     |                     |               |            |            |            |           |           |                 |                 |                 |                 |                 |                 |                 |                 |                 |                 |            |            |            |            |            |            |  |  |       |       |       |       |               |               |               |               |                   |                   |                   |                   |                   |                   |                 |                 |                 |                 |            |            |            |            |  |  |                          |                          |                          |                          |                          |                          |  |  |
|       |       |       |       |                     |                     |                     |                     |                     |                     |               |            |            |            |           |           |                 |                 |                 |                 |                 |                 |                 |                 |                 |                 |            |            |            |            |            |            |  |  |       |       |       |       |               |               |               |               |                   |                   |                   |                   |                   |                   |                 |                 |                 |                 |            |            |            |            |  |  |                          |                          |                          |                          |                          |                          |  |  |
|       |       |       |       | Felicia d'Altavilla | Felicia d'Altavilla | Felicia d'Altavilla | Felicia d'Altavilla | Felicia d'Altavilla | Felicia d'Altavilla |               |            | Colomanno  | Colomanno  | Colomanno | Colomanno | Colomanno       | Colomanno       |                 |                 | Eufemia di Kiev | Eufemia di Kiev | Eufemia di Kiev | Eufemia di Kiev | Eufemia di Kiev | Eufemia di Kiev |            |            |            |            |            |            |  |  | Álmos | Álmos | Álmos | Álmos | Álmos         | Álmos         |               |               | Predslava di Kiev | Predslava di Kiev | Predslava di Kiev | Predslava di Kiev | Predslava di Kiev | Predslava di Kiev |                 |                 |                 |                 |            |            |            |            |  |  |                          |                          |                          |                          |                          |                          |  |  |
|       |       |       |       | Felicia d'Altavilla | Felicia d'Altavilla | Felicia d'Altavilla | Felicia d'Altavilla | Felicia d'Altavilla | Felicia d'Altavilla |               |            | Colomanno  | Colomanno  | Colomanno | Colomanno | Colomanno       | Colomanno       |                 |                 | Eufemia di Kiev | Eufemia di Kiev | Eufemia di Kiev | Eufemia di Kiev | Eufemia di Kiev | Eufemia di Kiev |            |            |            |            |            |            |  |  | Álmos | Álmos | Álmos | Álmos | Álmos         | Álmos         |               |               | Predslava di Kiev | Predslava di Kiev | Predslava di Kiev | Predslava di Kiev | Predslava di Kiev | Predslava di Kiev |                 |                 |                 |                 |            |            |            |            |  |  |                          |                          |                          |                          |                          |                          |  |  |
|       |       |       |       |                     |                     |                     |                     |                     |                     |               |            |            |            |           |           |                 |                 |                 |                 | (?)             |                 |                 |                 |                 |                 |            |            |            |            |            |            |  |  |       |       |       |       |               |               |               |               |                   |                   |                   |                   |                   |                   |                 |                 |                 |                 |            |            |            |            |  |  |                          |                          |                          |                          |                          |                          |  |  |
|       |       |       |       |                     |                     |                     |                     |                     |                     |               |            |            |            |           |           |                 |                 |                 |                 |                 |                 |                 |                 |                 |                 |            |            |            |            |            |            |  |  |       |       |       |       |               |               |               |               |                   |                   |                   |                   |                   |                   |                 |                 |                 |                 |            |            |            |            |  |  |                          |                          |                          |                          |                          |                          |  |  |
| Sofia | Sofia | Sofia | Sofia | Sofia               | Sofia               |                     |                     | Stefano II          | Stefano II          | Stefano II    | Stefano II | Stefano II | Stefano II |           |           | Boris Colomanno | Boris Colomanno | Boris Colomanno | Boris Colomanno | Boris Colomanno | Boris Colomanno |                 |                 |                 |                 |            |            |            |            |            |            |  |  |       |       |       |       | Béla il Cieco | Béla il Cieco | Béla il Cieco | Béla il Cieco | Béla il Cieco     | Béla il Cieco     |                   |                   | Elena di Rascia   | Elena di Rascia   | Elena di Rascia | Elena di Rascia | Elena di Rascia | Elena di Rascia |            |            |            |            |  |  |                          |                          |                          |                          |                          |                          |  |  |
| Sofia | Sofia | Sofia | Sofia | Sofia               | Sofia               |                     |                     | Stefano II          | Stefano II          | Stefano II    | Stefano II | Stefano II | Stefano II |           |           | Boris Colomanno | Boris Colomanno | Boris Colomanno | Boris Colomanno | Boris Colomanno | Boris Colomanno |                 |                 |                 |                 |            |            |            |            |            |            |  |  |       |       |       |       | Béla il Cieco | Béla il Cieco | Béla il Cieco | Béla il Cieco | Béla il Cieco     | Béla il Cieco     |                   |                   | Elena di Rascia   | Elena di Rascia   | Elena di Rascia | Elena di Rascia | Elena di Rascia | Elena di Rascia |            |            |            |            |  |  |                          |                          |                          |                          |                          |                          |  |  |
|       |       |       |       |                     |                     |                     |                     |                     |                     |               |            |            |            |           |           |                 |                 |                 |                 |                 |                 |                 |                 |                 |                 |            |            |            |            |            |            |  |  |       |       |       |       |               |               |               |               |                   |                   |                   |                   |                   |                   |                 |                 |                 |                 |            |            |            |            |  |  |                          |                          |                          |                          |                          |                          |  |  |
|       |       |       |       |                     |                     |                     |                     |                     |                     |               |            |            |            |           |           |                 |                 |                 |                 |                 |                 |                 |                 |                 |                 |            |            |            |            |            |            |  |  |       |       |       |       |               |               |               |               |                   |                   |                   |                   |                   |                   |                 |                 |                 |                 |            |            |            |            |  |  |                          |                          |                          |                          |                          |                          |  |  |
| Saul  | Saul  | Saul  | Saul  | Saul                | Saul                |                     |                     |                     |                     | Géza II       | Géza II    | Géza II    | Géza II    | Géza II   | Géza II   |                 |                 | Ladislao II     | Ladislao II     | Ladislao II     | Ladislao II     | Ladislao II     | Ladislao II     |                 |                 | Stefano IV | Stefano IV | Stefano IV | Stefano IV | Stefano IV | Stefano IV |  |  | Álmos | Álmos | Álmos | Álmos | Álmos         | Álmos         |               |               | Sofia             | Sofia             | Sofia             | Sofia             | Sofia             | Sofia             |                 |                 | Elisabetta      | Elisabetta      | Elisabetta | Elisabetta | Elisabetta | Elisabetta |  |  | Miecislao III di Polonia | Miecislao III di Polonia | Miecislao III di Polonia | Miecislao III di Polonia | Miecislao III di Polonia | Miecislao III di Polonia |  |  |
| Saul  | Saul  | Saul  | Saul  | Saul                | Saul                |                     |                     |                     |                     | Géza II       | Géza II    | Géza II    | Géza II    | Géza II   | Géza II   |                 |                 | Ladislao II     | Ladislao II     | Ladislao II     | Ladislao II     | Ladislao II     | Ladislao II     |                 |                 | Stefano IV | Stefano IV | Stefano IV | Stefano IV | Stefano IV | Stefano IV |  |  | Álmos | Álmos | Álmos | Álmos | Álmos         | Álmos         |               |               | Sofia             | Sofia             | Sofia             | Sofia             | Sofia             | Sofia             |                 |                 | Elisabetta      | Elisabetta      | Elisabetta | Elisabetta | Elisabetta | Elisabetta |  |  | Miecislao III di Polonia | Miecislao III di Polonia | Miecislao III di Polonia | Miecislao III di Polonia | Miecislao III di Polonia | Miecislao III di Polonia |  |  |
|       |       |       |       |                     |                     |                     |                     |                     |                     |               |            |            |            |           |           |                 |                 |                 |                 |                 |                 |                 |                 |                 |                 |            |            |            |            |            |            |  |  |       |       |       |       |               |               |               |               |                   |                   |                   |                   |                   |                   |                 |                 |                 |                 |            |            |            |            |  |  |                          |                          |                          |                          |                          |                          |  |  |
|       |       |       |       |                     |                     |                     |                     |                     |                     | Re d'Ungheria |            |            |            |           |           |                 |                 |                 |                 |                 |                 |                 |                 |                 |                 |            |            |            |            |            |            |  |  |       |       |       |       |               |               |               |               |                   |                   |                   |                   |                   |                   |                 |                 |                 |                 |            |            |            |            |  |  |                          |                          |                          |                          |                          |                          |  |  |

*Non è chiaro se la prima o la seconda moglie di Géza fosse la madre dei suoi figli.

### Fonti primarie
- Tommaso Arcidiacono, Archdeacon Thomas of Split: History of the Bishops of Salona and Split, a cura di Olga Perić, traduzione di Damir Karbić, Mirjana Matijević Sokol e James Ross Sweeney, CEU Press, 2006, ISBN 963-7326-59-6.
- (EN) Dezső Dercsényi, Leslie S. Domonkos (a cura di), Chronica Picta, Corvina, Taplinger Publishing, 1970, ISBN 0-8008-4015-1.

### Fonti secondarie
- (EN) Július Bartl, Dušan Škvarna, Viliam Čičaj e Mária Kohútova, Slovak History: Chronology & Lexicon, Wauconda, Bolchazy-Carducci Publishers, 2002, ISBN 978-08-65-16444-4.
- (EN) Bryan Cartledge, The Will to Survive: A History of Hungary, C. Hurst & Co, 2011, ISBN 978-1-84904-112-6.
- (EN) Martin Dimnik, The Dynasty of Chernigov, 1054-1146, Pontifical Institute of Mediaeval Studies, 1994, ISBN 0-88844-116-9.
- (EN) Pál Engel, The Realm of St Stephen: A History of Medieval Hungary, 895-1526, I.B. Tauris Publishers, 2001, ISBN 1-86064-061-3.
- (EN) John Van Antwerp Jr. Fine, The Early Medieval Balkans: A Critical Survey from the Sixth to the Late Twelfth Century, Ann Arbor, University of Michigan Press, 1991, ISBN 0-472-08149-7.
- (HU) Gyula Kristó e Ferenc Makk, Az Árpád-ház uralkodói [Sovrani della casata degli Arpadi], I.P.C. Könyvek, 1996, ISBN 963-7930-97-3.
- (EN) Ferenc Makk, The Árpáds and the Comneni: Political Relations between Hungary and Byzantium in the 12th century, traduzione di György Novák, Akadémiai Kiadó, 1989, ISBN 963-05-5268-X.
- (HU) Ferenc Makk, II. (Vak) Béla; Ilona; Rurikok, in Gyula Kristó, Pál Engel e Ferenc Makk, Korai magyar történeti lexikon (9-14. század) [Enciclopedia dell'Antica Storia Ungherese (IX-XIV secolo)], Akadémiai Kiadó, 1994,  pp. 90-91, 281, 583-589, ISBN 963-05-6722-9.
- (EN) Tadeusz Manteuffel, The Formation of the Polish State: The Period of Ducal Rule, 963-1194, traduzione di Andrew Gorski, Wayne State University Press, 1982, ISBN 0-8143-1682-4.
- (EN) Paul Stephenson, Byzantium's Balkan Frontier: A Political Study of the Northern Balkans, 900-1204, Cambridge University Press, 2000, ISBN 978-0-521-02756-4.
- (EN) Przemysław Wiszewski, Domus Bolezlai: Values and Social Identity in Dynastic Traditions of Medieval Poland (c. 966-1138), Brill, 2010, ISBN 978-90-04-18142-7.